# Elaphoglossum coursii
Elaphoglossum coursii är en träjonväxtart som beskrevs av Tard. Elaphoglossum coursii ingår i släktet Elaphoglossum och familjen Dryopteridaceae. Inga underarter finns listade.